# August von Seebeck
Pour les articles homonymes, voir Seebeck.
August Wilhelm Julius Seebeck, depuis 1871 von Seebeck (né le 16 avril 1834 à Berlin et mort le 27 novembre 1914 à Potsdam) est un général d'infanterie prussien et chef du 31e régiment d'infanterie.

## Biographie

### Origine
Il est le fils du conseiller privé grand-ducal de Saxe et conservateur de l'université d'Iéna Moritz Seebeck (de) (1805-1884) et de son épouse Ida Albertine, née von Krauseneck (1811-1886). Elle est la fille du général d'infanterie prussien Wilhelm von Krauseneck.

### Carrière militaire
Après les lycées de Meiningen et de Berlin, Seebeck rejoint en tant que mousquetaire le 1er mars 1852 la 4e compagnie du 31e régiment d'infanterie de l'armée prussienne à Erfurt. Promu sous-officier le 1er octobre 1852, Seebeck est nommé portepeefähnrich au début de 1853 et finalement promu sous-lieutenant le 6 décembre 1853. À partir de mars 1856, il est adjudant régimentaire pendant trois ans. Fin septembre 1860, Seebeck est détaché à l'Académie de guerre pendant trois ans pour une formation complémentaire et, entre-temps, il est promu au grade de premier lieutenant à la mi-octobre 1860. Après avoir terminé sa formation, il est affecté à différents postes. Tout d'abord, à partir du 1er octobre 1863, au 4e régiment d'artillerie de campagne et du 1er juin 1864 au 4 mai 1866 au département topographique du grand état-major général, où il est affecté au deuxième trimestre 1865 à la section des invalides.
Lors de la mobilisation pour la guerre contre l'Autriche, Seebeck est nommé adjudant de la 8e division d'infanterie et participe à la « campagne contre la Bohême ». Il est déployé dans les batailles de Königgrätz, Liebenau, Podol, Münchengrätz, Holitz et Presbourg. Pour ses réalisations, il reçoit l'ordre de l'Aigle rouge de 4e classe avec épées après la conclusion du traité de paix.
Avec sa promotion au grade de capitaine le 30 octobre 1866, Seebeck est nommé commandant de compagnie au 80e régiment d'infanterie à Weilbourg. Après un an, il vient à Hanovre comme adjudant au commandement général du 10e corps d'armée et est envoyé en voyage d'exploration en France le 1er juillet 1869. Le 10 mars 1870, il est transféré à l'état-major du corps. À ce poste, il participe aux batailles de Vionville, Saint-Privat, Noisseville, Beaune-la-Rolande, Orléans, Beaugency-Cravant et Le Mans ainsi qu'aux escarmouches de Bellevue, Ladonchamps, Joigny, Ladon, Maizières, Serqueux, Vendôme, Monnaie, Tours, Montoire, Villechauve et Chahaignes en 1870/71 pendant la guerre contre la France. Entre-temps, le 22 décembre 1870, il est promu au grade de major et décoré des deux classes de la Croix de fer pour ses services. Le 16 juin 1871, en reconnaissance de ses services pendant la guerre, Seebeck est élevé au rang de noblesse héréditaire par Guillaume Ier
Quelques jours plus tôt, il a été envoyé à Fribourg-en-Brisgau à l'état-major de la 29e division d'infanterie. De la mi-avril à la fin octobre 1876, Seebeck est en congé pour représenter le chef d'état-major général de la 14e corps d'armée, le colonel Paul von Leszczynski, commandé à Karlsruhe. Après sa promotion au grade de lieutenant-colonel, Seebeck est transféré à l'état-major général le 5 octobre 1876, tout en conservant son poste. Le mois suivant, il est nommé plénipotentiaire militaire pour déterminer la ligne de démarcation entre l'Empire ottoman et le Monténégro.
Depuis le 13 mars 1877, chef d'état-major général du 11e corps d'armée à Cassel, Seebeck est promu colonel le 16 septembre 1881. À ce titre, il commande du 20 juillet 1882 au 3 décembre 1886 le 115e régiment d'infanterie (de) à Darmstadt. Pour ses exploits en tant que commandant de troupes, le grand-duc Louis IV lui décerne la croix de commandeur de 2e classe avec la couronne de l'ordre de Philippe. Avec sa promotion au grade de major-général, Seebeck est ensuite nommé commandant de la 30e brigade d'infanterie (de) à Coblence. À ce titre, le 9 août 1888, il se voit confier les fonctions de chef d'un détachement d'attaque des « Grandes Manœuvres de Forteresse » se déroulant près de Coblence du 19 au 27 septembre 1888. Promu lieutenant général, Seebeck est nommé commandant le 8 avril 1889 du 4e division d'infanterie à Bromberg avant d'être transféré au même poste à la 16e division d'infanterie à Trèves. À l'occasion de la fête de l'Ordre en 1893, Seebeck reçoit l'ordre de la Couronne, de première classe. Il devient général commandant du 10e corps d'armée à Hanovre le 27 janvier 1893 et est promu général de l'infanterie un an plus tard. À ce titre, il est décoré de la Grand-Croix de l'ordre d'Henri le Lion en juin 1894, de la Grand-Croix honorifique avec épées sur l'anneau de l'ordre de la Maison d'Oldenbourg et du Mérite du Duc Pierre-Frédéric-Louis en novembre 1895 et de la Grand-Croix avec épées de l'ordre de la Maison ducale de Saxe-Ernestine en janvier 1896.
Le 10 septembre 1898, Guillaume II le nomme chef du 31e régiment d'infanterie, désormais stationné à Altona, Schleswig-Holstein. Il reçoit désormais un rapport mensuel du commandant du régiment. Décoré de la Grand-Croix avec diamants, feuilles de chêne et glaives de l'ordre de l'Aigle Rouge et conservant son poste de commandant de régiment, Seebeck est mis à la disposition de l'armée le 4 avril 1899.

### Famille
Le 24 septembre 1863, Seebeck se marie à Erfurt avec Marie von Lübtow (de) (1839–1884), fille unique du général de division Julius von Lübtow (de). Après sa mort, il épouse Sophie-Charlotte von Gélieu (1861–1944), fille du général d'infanterie prussien Bernard de Gélieu, le 24 avril 1888 à Coblence. Les mariages donnent naissance à plusieurs enfants.